# Gidy
Gidy és un municipi francès, situat al departament del Loiret i a la regió de Centre – Vall del Loira. L'any 2007 tenia 1.497 habitants.

## Demografia

### Població
El 2007 la població de fet de Gidy era de 1.497 persones. Hi havia 562 famílies, de les quals 88 eren unipersonals (44 homes vivint sols i 44 dones vivint soles), 207 parelles sense fills, 235 parelles amb fills i 32 famílies monoparentals amb fills.
La població ha evolucionat segons el següent gràfic:
Habitants censats

### Habitatges
El 2007 hi havia 599 habitatges, 561 eren l'habitatge principal de la família, 12 eren segones residències i 26 estaven desocupats. 575 eren cases i 20 eren apartaments. Dels 561 habitatges principals, 507 estaven ocupats pels seus propietaris, 50 estaven llogats i ocupats pels llogaters i 5 estaven cedits a títol gratuït; 4 tenien una cambra, 11 en tenien dues, 46 en tenien tres, 141 en tenien quatre i 359 en tenien cinc o més. 492 habitatges disposaven pel capbaix d'una plaça de pàrquing. A 167 habitatges hi havia un automòbil i a 371 n'hi havia dos o més.

### Piràmide de població
La piràmide de població per edats i sexe el 2009 era:
| Homes | Edats   | Dones |
| ----- | ------- | ----- |
| 0     | 95 o +  | 0     |
| 1     | 90 a 94 | 1     |
| 1     | 85 a 89 | 5     |
| 4     | 80 a 84 | 13    |
| 14    | 75 a 79 | 12    |
| 13    | 70 a 74 | 16    |
| 22    | 65 a 69 | 31    |
| 44    | 60 a 64 | 22    |
| 57    | 55 a 59 | 66    |
| 84    | 50 a 54 | 88    |
| 70    | 45 a 49 | 70    |
| 51    | 40 a 44 | 56    |
| 28    | 35 a 39 | 30    |
| 56    | 30 a 34 | 45    |
| 48    | 25 a 29 | 57    |
| 51    | 20 a 24 | 52    |
| 34    | 15 a 19 | 50    |
| 39    | 10 a 14 | 36    |
| 39    | 5 a 9   | 37    |
| 25    | 0 a 4   | 35    |

## Economia
El 2007 la població en edat de treballar era de 1.007 persones, 739 eren actives i 268 eren inactives. De les 739 persones actives 703 estaven ocupades (358 homes i 345 dones) i 36 estaven aturades (16 homes i 20 dones). De les 268 persones inactives 149 estaven jubilades, 69 estaven estudiant i 50 estaven classificades com a «altres inactius».

### Ingressos
El 2009 a Gidy hi havia 575 unitats fiscals que integraven 1.531,5 persones, la mediana anual d'ingressos fiscals per persona era de 22.559 €.

### Activitats econòmiques
Dels 40 establiments que hi havia el 2007, 1 era d'una empresa alimentària, 2 d'empreses de fabricació d'altres productes industrials, 7 d'empreses de construcció, 6 d'empreses de comerç i reparació d'automòbils, 7 d'empreses d'hostatgeria i restauració, 2 d'empreses d'informació i comunicació, 3 d'empreses financeres, 3 d'empreses immobiliàries, 6 d'empreses de serveis i 3 d'empreses classificades com a «altres activitats de serveis».
Dels 12 establiments de servei als particulars que hi havia el 2009, 2 eren tallers de reparació d'automòbils i de material agrícola, 1 guixaire pintor, 1 fusteria, 3 electricistes, 1 perruqueria i 4 restaurants.
Dels 2 establiments comercials que hi havia el 2009, 1 era una botiga de menys de 120 m² i 1 una peixateria.
L'any 2000 a Gidy hi havia 14 explotacions agrícoles que ocupaven un total de 1.705 hectàrees.

## Equipaments sanitaris i escolars
El 2009 hi havia 1 escola maternal i 1 escola elemental.

## Poblacions més properes
El següent diagrama mostra les poblacions més properes.